# Saint-Georges-du-Mesnil
Saint-Georges-du-Mesnil är en kommun i departementet Eure i regionen Normandie i norra Frankrike. Kommunen ligger i kantonen Saint-Georges-du-Vièvre som tillhör arrondissementet Bernay. År 2018 hade Saint-Georges-du-Mesnil 148 invånare.

## Befolkningsutveckling
Antalet invånare i kommunen Saint-Georges-du-Mesnil
Referens:INSEE